# Streptopodium bonariense
Streptopodium bonariense är en svampart som först beskrevs av Speg., och fick sitt nu gällande namn av R.Y. Zheng & G.Q. Chen 1978. Streptopodium bonariense är ensam i släktet Streptopodium som ingår i familjen Erysiphaceae.   Inga underarter finns listade i Catalogue of Life.